# 一串年
《一串年》是一張於1914年錄製的蟲膠唱片，發行公司為日本蓄音器商會（イーグル レコード，簡稱日蓄）的旗下唱片品牌《鷹標唱片》。此唱片收錄《一串年》與《大開門》兩首客家八音樂曲，為台灣歷史上第一張商業唱片。

## 歷史
1914年，日蓄臺北支店負責人岡本樫太郎帶著林石生、范連生、何阿文、何明添、黃芳榮、巫石安、彭阿增等台灣樂師及歌手共十五人，赴日本東京參觀「大正博覽會」以及灌錄唱片，共錄製59張客家音樂唱片，為台灣第一批灌錄。唱片編號為4000ㄧ4117，每面一個編號，音樂類型包括客家八音、北管、客家山歌小調、三腳採茶戲、改良採茶戲等，其中《點燈紅》為台灣第一張台語錄音唱片；《三伯英臺》為台灣第一張歌仔戲錄音。此批唱片中，最早錄製的為《一串年》及《大開門》，編號4000ㄧ4001。此二首音樂為客家八音，是北管音樂中專用於鬧廳的鼓吹樂，做為喜慶活動之用。